# Мидаев, Рахим Анзорович
Рахим Анзорович Мидаев (род. 30 апреля 1995 года, Хасавюрт, Дагестан, Россия) — российский боец смешанных единоборств, представитель легчайшего веса. Выступает на профессиональном уровне с 2014 года, известен по участию в турнирах престижной бойцовской организации ACA.

## Биография
```
В 1994 году, после начала 
боевых действий
 в Чечне, его семья покинула республику и переехала в Хасавюрт, где он родился. Несколько лет спустя его семья переехала в 
Республику Ингушетия
, где Рахим окончил 7 классов. Затем его семья вернулась в Чеченскую Республику в город 
Грозный
. В возрасте 11 лет отец отвёл его в секцию 
каратэ
, где он начал тренироваться под руководством тренера по каратэ Ризвана Даудова. Рахим достиг определённых успехов в каратэ, он стал чемпионом России и серебряным призером кубка мира по каратэ, а также выполнил норматив 
мастера спорта России
 по каратэ. Окончил гимназию № 7 города Грозного, затем поступил на строительный факультет ГГНТУ, окончил университет с отличием на красный диплом. В возрасте 19 лет он перешёл в 
ММА
 и по сей день тренируется под руководством своего первого тренера по 
ММА
 Сайфуллы Якубова. После окончания университета Рахим начал выступать в профессиональном ММА. Также Рахим является чемпионом мира и России по полноконтактному рукопашному бою по версии FCF MMA.
```

## Спортивные достижения
- Grand-Prix Berkut Finals (2017) — ;
- Grand-Prix Berkut Finals (2019) — ;
- "Кубок Содружества" по ММА среди Республик Северного Кавказа (2019[1]) — ;
- Чемпионат России по каратэ — ;
- Кубок мира по каратэ — ;
- Чемпионат мира по полноконтактному рукопашному бою по версии FCF MMA (Кисловодск 2015[2]) — ;
- Чемпионат России по полноконтактному рукопашному бою по версии FCF MMA — [3].

## Статистика ММА
| Боёв 12         | Побед 11 | Поражений 1 |
| --------------- | -------- | ----------- |
| Нокаутом        | 3        | 0           |
| Сдачей          | 4        | 0           |
| Решением        | 4        | 1           |
| Ничьи           | 0        | 0           |
| Не состоявшихся | 0        | 0           |

| Результат | Рекорд | Соперник            | Способ                                    | Турнир                                                           | Дата            | Раунд | Время | Место       | Примечание         |
| --------- | ------ | ------------------- | ----------------------------------------- | ---------------------------------------------------------------- | --------------- | ----- | ----- | ----------- | ------------------ |
| Победа    | 11-1   | Нуржанов Рустамбек  | Нокаутом (удар в корпус)                  | ACA YE 30 - ACA Young Eagles 30                                  | 15 октября 2022 | 2     | 2:48  | Толстой-Юрт |                    |
| Победа    | 10-1   | Александр Данилов   | Сабмишном (удушение треугольником)        | ACA YE 27 - ACA Young Eagles 27                                  | 25 июня 2022    | 1     | 4:43  | Толстой-Юрт |                    |
| Победа    | 9-1    | Ахмед Усама Агиба   | Сабмишном (удушение треугольником)        | ACA YE 23 - ACA Young Eagles 23: Grand Prix Finals               | 25 декабря 2021 | 1     | 1:55  | Грозный     |                    |
| Победа    | 8-1    | Шамиль Джахбаров    | Сабмишном (удушение ручным треугольником) | ACA YE 21 ACA Young Eagles 21                                    | 11 октября 2021 | 2     | 3:48  | Грозный     |                    |
| Победа    | 7-1    | Армен Джрагатспанян | Решением (единогласным)                   | ACA YE 15 ACA Young Eagles                                       | 19 декабря 2020 | 3     | 5:00  | Толстой-Юрт |                    |
| Победа    | 6-1    | Зарлык Залкарбек    | Нокаутом (удары коленями)                 | ACA YE 13 ACA Young Eagles                                       | 13 октября 2020 | 1     | 0:58  | Толстой-Юрт |                    |
| Победа    | 5-1    | Эдгар Охтов         | Решением (единогласным)                   | BYE 9 Berkut Young Eagles: Yasaev vs. Yarogiev                   | 24 августа 2019 | 3     | 5:00  | Нальчик     |                    |
| Поражение | 4-1    | Алексей Вартанов    | Решением (раздельным)                     | BYE 8 Grand-Prix Berkut Finals                                   | 23 марта 2019   | 3     | 5:00  | Грозный     |                    |
| Победа    | 4-0    | Арген Маратбек      | Решением (единогласным)                   | BYE 2 2018 Berkut Young Eagles Grand Prix: Opening Round         | 15 апреля 2018  | 3     | 5:00  | Толстой-Юрт |                    |
| Победа    | 3-0    | Сослан Тибилов      | Нокаутом ()                               | RFC Russian Fighting Championship                                | 25 марта 2018   | 1     | 0:00  | Урус-Мартан |                    |
| Победа    | 2-0    | Имам Витаханов      | Решением (единогласным)                   | Berkut Fighting Championship 2017 Golden Eagle Grand Prix: Final | 11 ноября 2017  | 3     | 5:00  | Грозный     |                    |
| Победа    | 1-0    | Аляз Рустамов       | Сабмишном (удушение треугольником)        | PBSC Pancration Black Sea Cup                                    | 4 августа 2014  | 1     | 1:35  | Анапа       | Дебют в проф. ММА. |